# IC 4686
IC 4686 ist eine Balken-Spiralgalaxie vom Hubble-Typ SBb pec im Sternbild Pfau am Südsternhimmel. Sie ist rund 218 Millionen Lichtjahre von der Milchstraße entfernt und hat einen Durchmesser, einschließlich des von IC 4687 verdeckten Bereichs, von etwa 35.000 Lichtjahren.

IC 4686 bildet zusammen mit IC 4687 und IC 4689 ein wechselwirkendes Galaxientrio. 
Die Galaxie IC 4686 wurde am 1. August 1904 von dem US-amerikanischen Astronomen Royal Harwood Frost entdeckt.